# Pheidologeton rugosus
Pheidologeton rugosus är en myrart som beskrevs av Vladimir Aphanasjevich Karavaiev 1935. Pheidologeton rugosus ingår i släktet Pheidologeton och familjen myror. Inga underarter finns listade i Catalogue of Life.